# Eliaskirche (Berlin)
Koordinaten: 52° 32′ 26,2″ N, 13° 25′ 21,2″ O
Die Eliaskirche ist ein Kirchengebäude in der Senefelderstraße 5 im Helmholtzkiez des Berliner Ortsteils Prenzlauer Berg, der zum Bezirk Pankow gehört. Der Entwurf der Basilika ohne Querschiff stammt vom Regierungsbaumeister Gustav Werner und dem Architekten Fritz Förster. Ihr Architekturstil klingt bereits an die beginnende Moderne an, die Neugotik wirkt jedoch noch nach in den spitzbogigen Portalen und den Maßwerkfenstern in der Giebelfassade. Die 1910 eingeweihte Kirche steht unter Denkmalschutz. Sie gehört der Gemeinde Prenzlauer Berg Nord im Kirchenkreis Berlin Stadtmitte, ist aber seit 2003 zur langfristigen Nutzung an das MACHmit! Museum für Kinder verpachtet.

## Geschichte

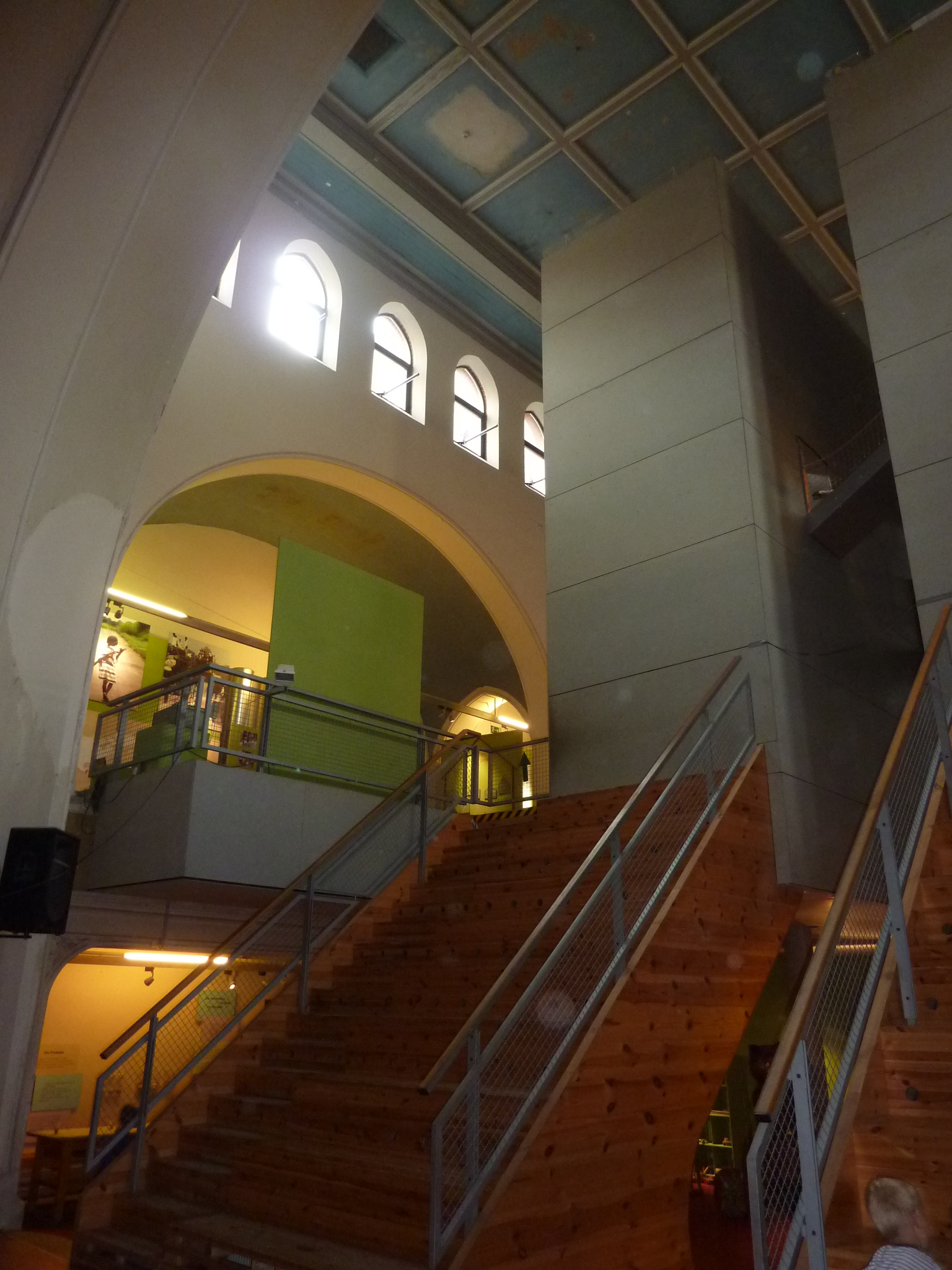
Innenraum in der Nutzung als Museum für Kinder

Die Gethsemanekirche war für die stark angewachsene Kirchengemeinde zu klein geworden. Deshalb bildete sich am 16. März 1907 eine selbstständige Tochtergemeinde unter dem Namen Gethsemane III Ost, die die Muttergemeinde entlasten sollte. Die Gottesdienste für die Tochtergemeinde wurden zunächst in einer provisorischen Predigtstätte abgehalten. Dass die neue Kirche nach dem Propheten Elija benannt werden sollte, wurde bereits 1908 festgelegt. Die Grundsteinlegung war am 23. Mai 1909, die Einweihung am 3. Juli 1910.
Nach leichten Kriegsschäden wurde der Altarraum 1960 in vereinfachter Form neu gestaltet. Von 1983 bis 1987 war Marianne Birthler als Katechetin und Gemeindehelferin in der Kinder- und Jugendarbeit der Elias-Gemeinde tätig.
Eine umfangreiche Sanierung wurde in den 1990er Jahren notwendig. Die Kosten konnten weder von der Kirchengemeinde noch der evangelischen Landeskirche aufgebracht werden. Deshalb wurde 2001 die Kirche aufgegeben. Heute ist der Kuppelsaal auf dem Hof des Gemeindehauses in der Göhrener Straße 11 das Zentrum des Gemeindelebens. Hier hatte die Gemeinde bereits nach Kriegsende, weil die Kirche durch Kriegsschäden nicht benutzbar war, Gottesdienste abgehalten.
Das Kinder- und Jugendmuseum Prenzlauer Berg konnte für eine neue Verwendung gewonnen werden, da es Räume im Helmholtzkiez suchte, in dessen Bereich sich die Eliaskirche befindet. Die unkündbare Nutzung der Kirche durch das am 30. August 2003 eröffnete MACHmit! Museum für Kinder wurde vertraglich auf 75 Jahre befristet. Die Neugestaltung des Innenraums der umgenutzten Kirche nimmt auf den Denkmalschutz Rücksicht. Aus der Kirche wurde der originale Taufstein gerettet und restauriert und schmückt nun den Innenraum des Kuppelsaales.

## Gebäude
Die Kirche, ein mit Klinkern verblendeter Mauerwerksbau, ist in die geschlossene Blockrandbebauung von Wohnbauten eingezwängt. Die Giebelfront in den Formen märkischer Backsteingotik hat zwei breite, tief eingenischte Spitzbogenportale. Über einem Gurtgesims erheben sich fünf hohe Lanzettfenster, die in Spitzbogenblenden fortgesetzt werden und in Fensterrosen bzw. kleinen Fenstergruppen enden. Der Mittelteil wird von zwei unterschiedlich hohen Türmen gerahmt, die mit Schiefer gedeckt sind. Der niedrige Turm birgt das Treppenhaus. Im quadratischen, im Umriss gestaffelten Glockenturm, der einen pyramidenförmigen Helm trägt und dessen Helmstange auf der Spitze als geodätischer Punkt dient, sind im Unterbau die Gemeinderäume untergebracht, darüber die Glockenstube. Hinter der Giebelfront liegt die Querseite des breiten Langhauses, an das sich der rechteckige, eingezogene Chor anschließt. Die beiden Seitenschiffe haben Emporen, ebenso die dem Chor gegenüberliegende Seite des Langhauses.

## Ausstattung

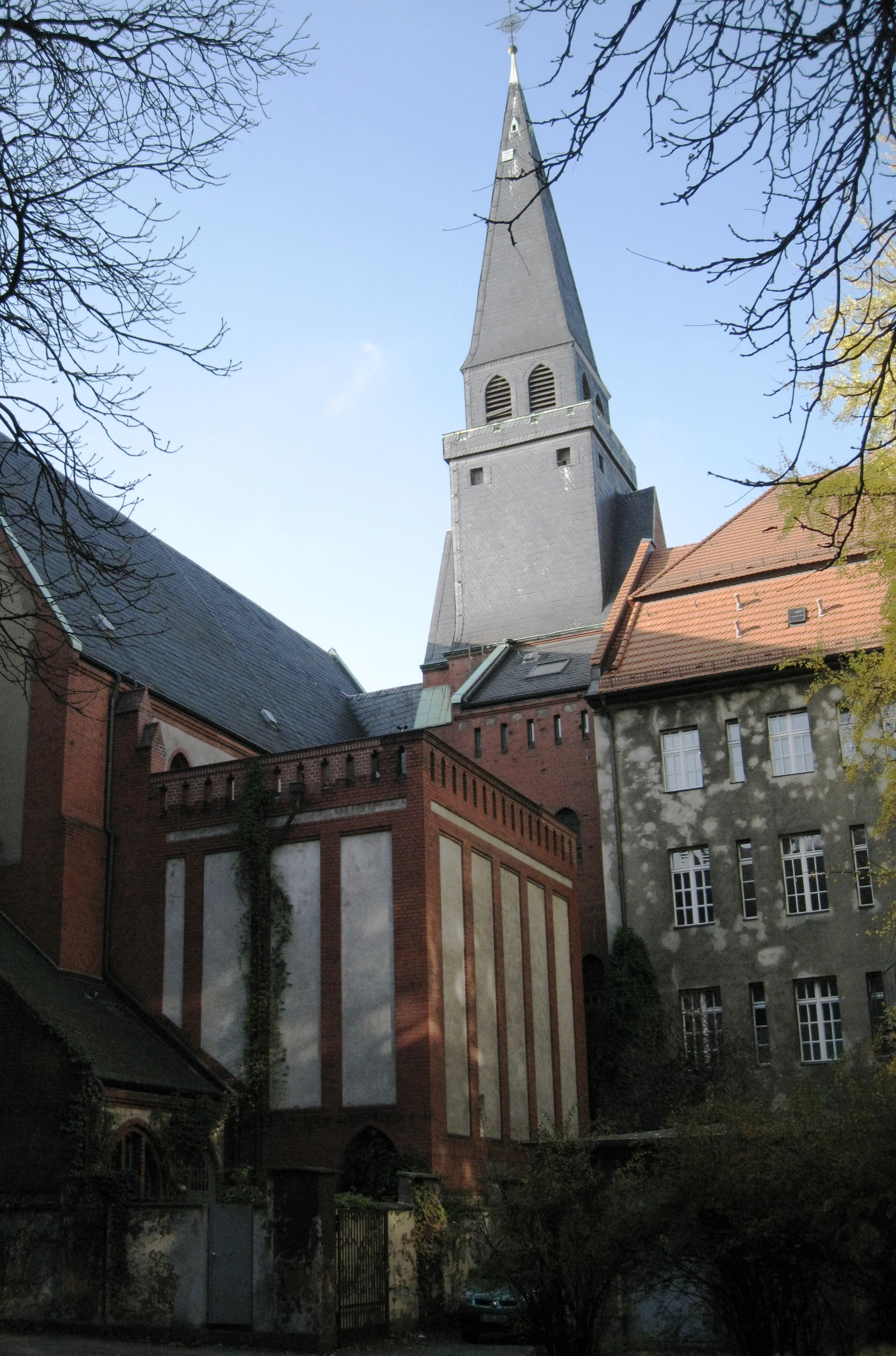
Blick vom Hof auf das Kirchenschiff der Eliaskirche

Das Mittelschiff hat eine schlichte Kassettendecke, der Altarraum ist ebenfalls flachgedeckt. Die Vorhalle hat ein Kreuzgratgewölbe. In die Kirche fällt Licht durch Obergaden und die Fenster an der Fassade. Der rechteckige Altarraum verlor bei der Neugestaltung in den Jahren 1960/1961 seine Sternendecke auf tiefblauem Grund. Ebenso wurden der im neogotischen Stil gestaltete Holzaltar, der ein Gemälde mit der Christi Himmelfahrt zeigte, und die Kanzel aus der Erbauungszeit der Kirche beseitigt. Der Innenraum ist nach der Beseitigung der alten Ausstattung schmucklos bis auf das Glasmosaik Offenbarung des Johannes an der Ostwand des Altarraums von Lothar Mannewitz. Bei der Modernisierung ging auch die Glasmalerei der drei mittleren Fassadenfenster verloren. Zur Gesamtausstattung gehörte ursprünglich auch die Bemalung der Brüstungen der Emporen.